# Краваи
Краваи (Караваи) — запустевшая деревня в Невельском районе Псковской области России. На карте 2010 года обозначена как урочище Караваи.

## История
Деревня была упразднена решением Псковского облисполкома в 1988 году.

## География
Находилась в 3 верстах к северо-востоку от современной деревни Лобок и 16 верстах к югу от города Невеля.